# Rača (Słowenia)
Rača – wieś w Słowenii, w gminie Domžale. W 2018 roku liczyła 24 mieszkańców.